# Henry Bellamann
Henry Bellamann, född 28 april 1882 i Fulton i Missouri, död 16 juni 1945, var en amerikansk författare.
Bellamann studerade vid olika amerikanska högskolor bland annat musik och gjorde 1898-1900 en resa i Europa, där han bland annat för orgelstudier besökte London och Paris. Han verkade därefter som lärare i USA, bland annat som musiklärare. Bellamann framträdde först som musikskribent men gjorde sig snart känd som en framstående lyriker med diktsamlingarna A music teacher's note book (1919), Cups of illusion (1928) och The upward pass (1928). Senare blev han även känd som romanförfattare med verk som Petenara's daughter (1926), Crescendo (1928), The richest woman in town (1932), The gray man walks (1936), Kings Row (1940, svensk översättning "Ringar på vattnet" samma år), Flood of springs (1942, svensk översättning "En man och hans hus" 1943) och Victoria Grandolet (1943, svensk översättning 1946).